# Ceratosauridae
A Ceratosauridae a theropoda dinoszauruszok egyik családja a Ceratosauria alrendágon belül. Típusneme a Ceratosaurus. melyet először Észak-Amerika jura időszaki kőzeteiben fedeztek fel. A Ceratosauridae családot a Ceratosaurus számára hozták létre, melyre Tanzániában és Portugáliában találtak rá, de ide tartozik az Argentína késő kréta időszaki rétegéből előkerült Genyodectes is. Madagaszkárról a középső jura időszakból, Svájcból a késő jura időszakból, valamint Uruguayból, a késő jura, illetve talán a kora kréta időszakból is kerültek elő feltételezett, névtelen ceratosauridákhoz tartozó töredékek.

## Osztályozás
A Ceratosauridae családot Othniel Charles Marsh hozta létre 1884-ben, a típusfaj, a Ceratosaurus nasicornis számára. Azóta számos, főként a Ceratosaurus nemhez tartozó fajt soroltak be ebbe a családba. A jelenleg ismert ceratosaurida fajok közé tartozik a Ceratosaurus ingens, C. dentisulcatus, C. magnicornis és a Genyodectes serus. A Ceratosauridae családhoz tartozóan nincs kladisztikus definíció.

## Anatómia

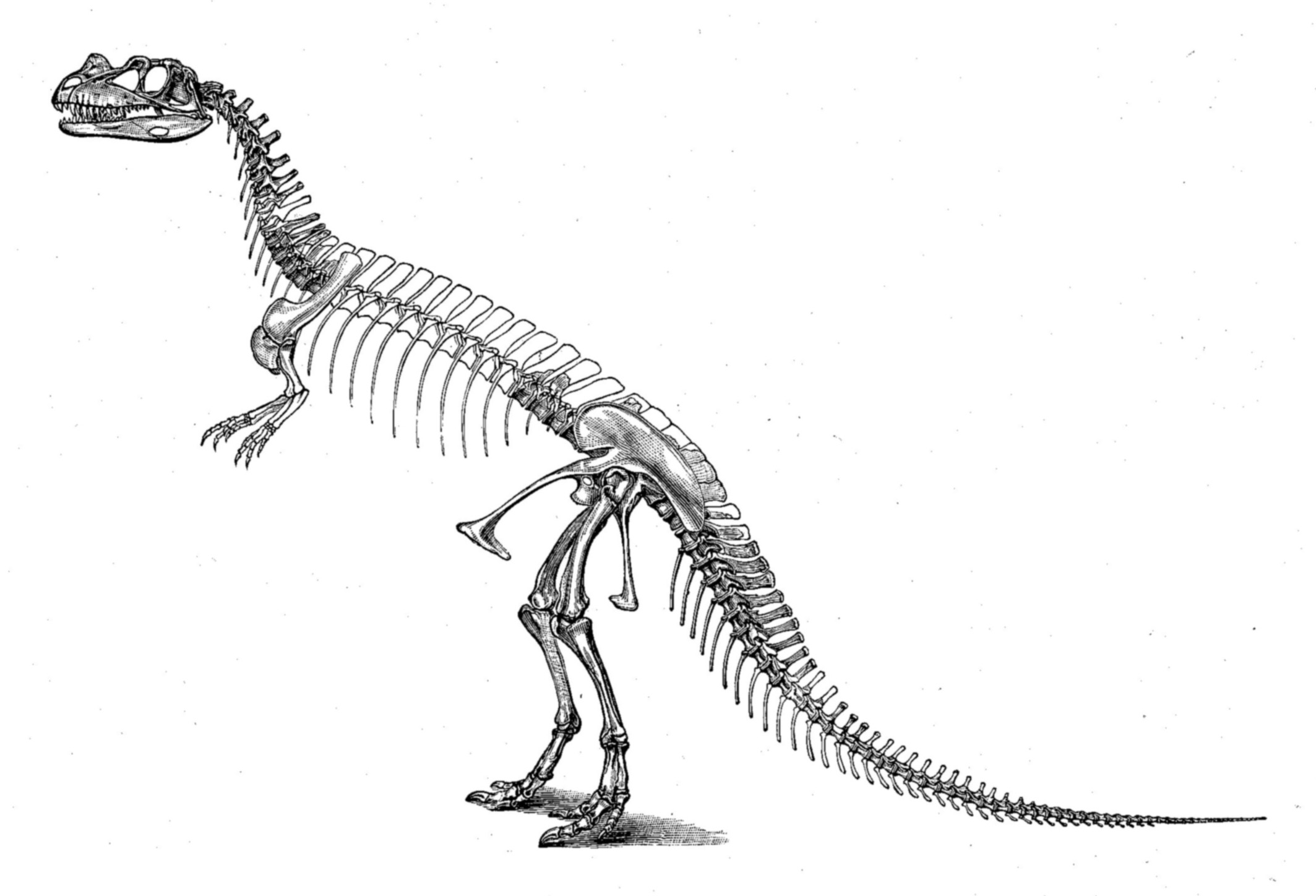
A Ceratosaurus régi csontváz rekonstrukciója

A Genyodectes maradványainak csekély mennyisége miatt nehéz megkülönböztetni a csoport esetleges szünapomorfiáit a Ceratosaurus autapomorfiáitól; a Ceratosaurus például különbözik a többi ceratosauridától az orrán levő feltűnő szarvak miatt; a Genyodecteshez tartozóan azonban nem találtak teljes koponyát, ezért nem tudni, hogy volt-e szarva, és nem állapítható meg, hogy a szarv a csoport közös, fejlett jellemzője volt-e.
A Ceratosaurus kétféle foggal rendelkezett: az egyiken hosszirányú bordázat található, a másikat pedig sima zománc fedi. Mindkettőhöz könnycsepp keresztmetszetű korona tartozott, a fogélek pedig ennek közepén emelkedtek ki. A fogak alapjának keresztmetszete attól függ, hogy hol helyezkednek el a szájban, de az elülső fogak keresztmetszete kevésbé szimmetrikus.

## Környezet
A Ceratosauridae család tagjai más nagy méretű ragadozók mellett megtalálhatók a Morrison és a Tendaguru Formációkban. Észak-Amerikában az olyan fajok, mint a C. nasicornis  valószínűleg versengtek a táplálékként szolgáló, és akkoriban gyakorinak számító sauropodákért az Allosaurusszal (az A. fragilisszel). A csoport afrikai és európai tagjainak is versenyeznie kellett a többi nagy méretű ragadozóval a hasonló élelemforrásokért. A C. nasicornis és a különböző allosauridák Cleveland Lloyd Dinosaur Quarryben való jelenléte jól példázza a családba tartozó és az azon kívüli húsevők közeli együttélését.

## Ceratosaurida lelőhelyek
- Dry Mesa Quarry, Colorado/Amerikai Egyesült Államok (Ceratosaurus)
- Cleveland Lloyd Dinosaur Quarry, Utah/Egyesült Államok (Ceratosaurus)
- Tendaguru, Mtwara régió/Tanzánia (Ceratosaurus)
- New Amoreira- Porto Formáció, Portugália (Ceratosaurus)
- Cañadón Grande, Chabut tartomány/Argentína(Genyodectes)

Megjegyzés: a Dry Mesa Quarry és a Cleveland Lloyd Dinosaur Quarry a Morrison Formáció részét képezik.

## Fordítás
- Ez a szócikk részben vagy egészben  a   Ceratosauridae című angol Wikipédia-szócikk ezen változatának fordításán alapul.  Az eredeti cikk szerkesztőit annak laptörténete sorolja fel. Ez a jelzés csupán a megfogalmazás eredetét és a szerzői jogokat jelzi, nem szolgál a cikkben szereplő információk forrásmegjelöléseként.